# Lucjana Bracka

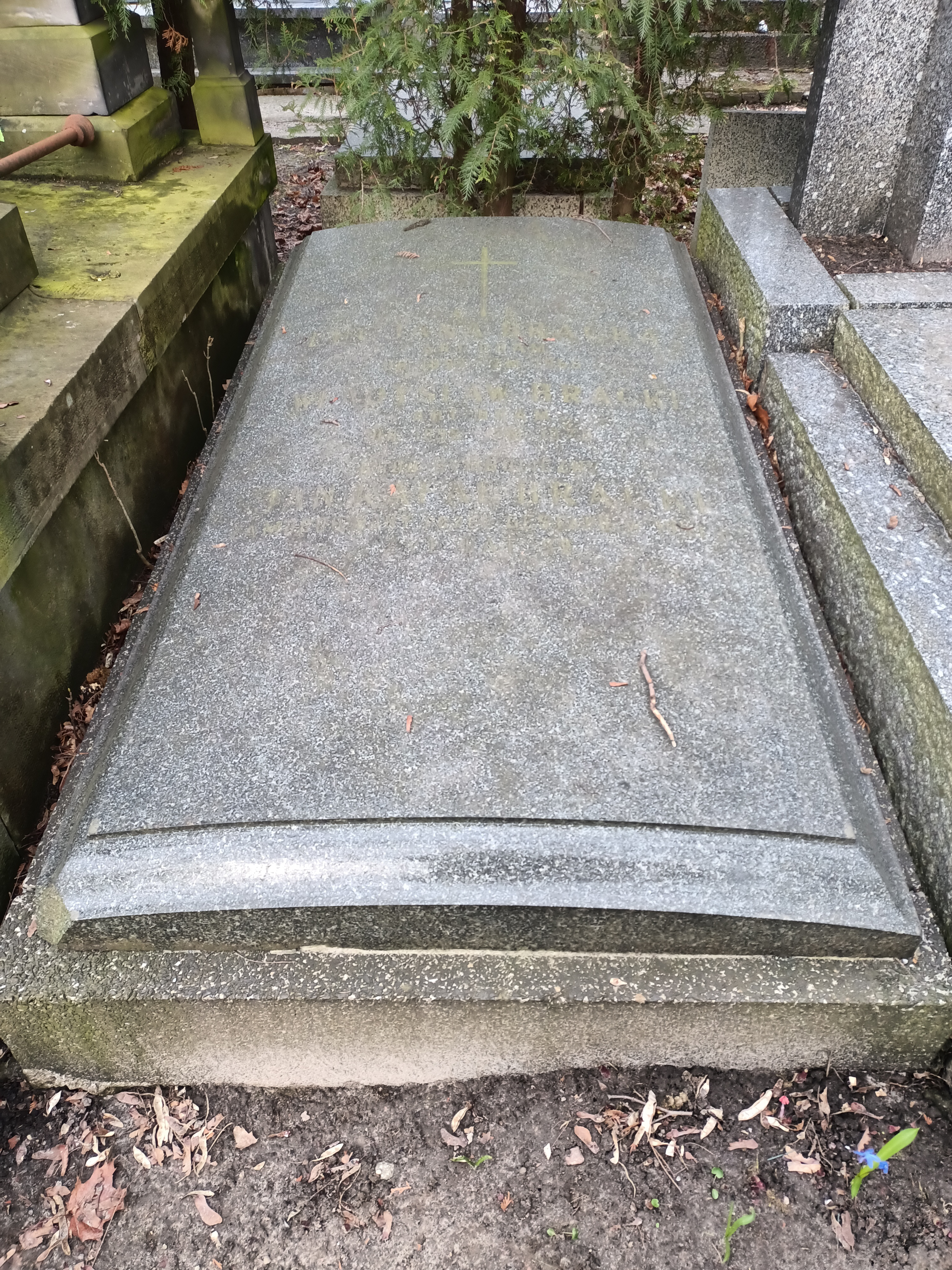
Grób Lucjany Brackiej na Cmentarzu powązkowskim w Warszawie

Lucjana Bracka (ur. 7 września 1897 w Poznaniu, zm. 4 stycznia 1966 w Warszawie) – polska aktorka, w czasie II wojny światowej żołnierz Armii Krajowej.

## Życiorys
Córka Józefa i Katarzyny z Cichockich. Urodziła się 7 września 1897 w Poznaniu. Występować zaczęła od 1911 roku. W 1916 wyszła za mąż za Władysława Jana Brackiego.
Do 1918 używała na scenie nazwiska panieńskiego; najczęściej występowała jako Łucja Krystkówna. Podczas okupacji niemieckiej zamieszkała w Warszawie, następnie w Świdrze koło Warszawy. Była żołnierzem Armii Krajowej; uczestniczyła w działalności konspiracyjnej. W sierpniu 1943 została aresztowana i osadzona na Pawiaku, przeszła przez śledztwo, po którym została wywieziona do obozu koncentracyjnego Ravensbrück.
Po wojnie aktorka teatrów warszawskich: Polskiego (1946–1949), Rozmaitości (1949–1950), Ludowym Teatrze Muzycznym (1950–1954), Powszechnym (1954–1956), Narodowym (1956–1964). Od 1964 przebywała na emeryturze. Zmarła 4 stycznia 1966 w Warszawie. Została pochowana na Cmentarzu Powązkowskim w Warszawie (kwatera 278-4-5).

## Filmografia
Filmy fabularne
- 1938: Ludzie Wisły jako Erna Kufke
- 1955: Kariera jako Matka Rosiaka
- 1959: Cafe pod Minogą jako Pani Fijołkowa
- 1960: Decyzja jako siostra Maria
- 1964: Wiano jako wieśniaczka (niewymieniona w czołówce)